# Фриберг, Эрик
Юн Эрик Гуннар Фриберг (швед. John Erik Gunnar Friberg; род. 10 февраля 1986, Линдоме, Гётеборг-Бохус) — шведский футболист, полузащитник клуба «Хеккен».

## Клубная карьера
Начинал заниматься футболом в «Ховос Билльдале», откуда перебрался в молодёжную команду «Вестра Фрёлунды», где дорос до основного состава. Взрослую карьеру начал в составе клуба в первом дивизионе и провёл в нём два сезона. В январе 2007 года перешёл в «Хеккен». В его составе 2 августа дебютировал в еврокубках, выйдя вместо Давида Фрёлунда на 79-й минуте встречи первого квалификационного раунда Кубка УЕФА с исландским «Рейкьявиком». По итогам сезона 2008 года вместе с клубом вышел в Алльсвенскан. 4 апреля 2009 года провёл первую игру в чемпионате страны, выйдя в стартовом составе на встречу с «Мальмё».
9 декабря 2010 года перешёл в американский «Сиэтл Саундерс». Первую игру в составе нового клуба провёл 16 марта 2011 года в первом туре нового сезона MLS с «Лос-Анджелес Гэлакси». По итогам сезона выиграл с клубом Открытый кубок США.
В декабре 2011 года подписал трёхлетний контракт с «Мальмё». Дебютировал в команде 2 апреля 2012 года в первому туре Алльсвенскана против «Ефле», завершившемся нулевой ничьей. В сезоне 2013 года выиграл с «Мальмё» чемпионат Швеции, а также стал обладателем Суперкубка, обыграв в матче за него «Гётеборг».
30 января 2014 года перебрался в Италию, заключив трудовое соглашение на два с половиной года с местной «Болоньей». 14 февраля в матче с «Миланом» дебютировал в итальянской Серии A, заменив на 89-й минуте уругвайца Диего Переса. В итоговой турнирной таблице «Болонья» заняла предпоследнюю строчку и вылетела в Серию B, а в январе 2015 года Фриберг и клуб расторгли контракт. Следующие полгода швед провёл в датском «Эсбьерге», после чего отправился в США, вернувшись в «Сиэтл Саундерс». В американском клубе провёл полтора года, став в его составе чемпионом MLS.
3 января 2017 года вернулся в «Хеккен», подписав с клубом контракт, рассчитанный на четыре года. Дебютировал за клуб 18 февраля года в кубковой встрече с «Норртелье», выйдя в стартовом составе и уступив местое на поле в середине второго тайма Александру Фальцетасу. Весной 2019 года вместе с командой дошёл до финала кубка Швеции. В решающей игре против «Эскильстуны» «Хеккен» разгромил оппонентов со счётом 3:0. В 2021 году также участвовал в финале с «Хаммарбю». Основное и дополнительное время завершилось нулевой ничьей, а в серии послематчевых пенальти сильнее оказался соперник.

## Карьера в сборной
В декабре 2011 года был вызван в национальную сборную Швеции на январский сбор в Катаре. Дебютировал в её составе 18 января 2012 года в товарищеской встрече с Бахрейном, заменив на 86-й минуте Оскара Хильемарка.

## Личная жизнь
Его двоюродный брат, Адам Фриберг, является киберспортсменом, игроком в Counter-Strike.

## Достижения
Сиэтл Саундерс:
- Обладатель Открытого кубка США: 2011
- Чемпион MLS: 2016

Мальмё:
- Чемпион Швеции: 2013
- Обладатель Суперкубка Швеции: 2013

Хеккен:
- Обладатель Кубка Швеции: 2018/2019
- Финалист Кубка Швеции: 2020/2021

## Клубная статистика
| Выступление      | Выступление      | Выступление      | Лига | Лига | Кубки | Кубки | Конт. кубки | Конт. кубки | Разное | Разное | Итого | Итого |
| Клуб             | Лига             | Сезон            | Игры | Голы | Игры  | Голы  | Игры        | Голы        | Игры   | Голы   | Игры  | Голы  |
| ---------------- | ---------------- | ---------------- | ---- | ---- | ----- | ----- | ----------- | ----------- | ------ | ------ | ----- | ----- |
| Хеккен           | Суперэттан       | 2007             | 14   | 0    | 0     | 0     | 3           | 0           | 0      | 0      | 17    | 0     |
| Хеккен           | Суперэттан       | 2008             | 25   | 2    | 0     | 0     | 0           | 0           | 0      | 0      | 25    | 2     |
| Хеккен           | Алльсвенскан     | 2009             | 28   | 3    | 3     | 0     | 0           | 0           | 0      | 0      | 31    | 3     |
| Хеккен           | Алльсвенскан     | 2010             | 27   | 0    | 2     | 0     | 0           | 0           | 0      | 0      | 29    | 0     |
| Хеккен           | Итого            | Итого            | 94   | 5    | 5     | 0     | 3           | 0           | 0      | 0      | 102   | 5     |
| Сиэтл Саундерс   | MLS              | 2011             | 28   | 1    | 2     | 0     | 4           | 0           | 0      | 0      | 34    | 1     |
| Сиэтл Саундерс   | Итого            | Итого            | 28   | 1    | 2     | 0     | 4           | 0           | 0      | 0      | 34    | 1     |
| Мальмё           | Алльсвенскан     | 2012             | 24   | 0    | 0     | 0     | 0           | 0           | 0      | 0      | 24    | 0     |
| Мальмё           | Алльсвенскан     | 2013             | 27   | 6    | 4     | 0     | 6           | 0           | 1      | 0      | 38    | 6     |
| Мальмё           | Итого            | Итого            | 51   | 6    | 4     | 0     | 6           | 0           | 1      | 0      | 62    | 6     |
| Болонья          | Серия A          | 2013/14          | 7    | 0    | 0     | 0     | 0           | 0           | 0      | 0      | 7     | 0     |
| Болонья          | Итого            | Итого            | 7    | 0    | 0     | 0     | 0           | 0           | 0      | 0      | 7     | 0     |
| Эсбьерг          | Суперлига        | 2014/15          | 13   | 1    | 3     | 0     | 0           | 0           | 0      | 0      | 16    | 1     |
| Эсбьерг          | Итого            | Итого            | 13   | 1    | 3     | 0     | 0           | 0           | 0      | 0      | 16    | 1     |
| Сиэтл Саундерс   | MLS              | 2015             | 16   | 1    | 0     | 0     | 3           | 1           | 0      | 0      | 19    | 2     |
| Сиэтл Саундерс   | MLS              | 2016             | 30   | 0    | 2     | 0     | 2           | 0           | 0      | 0      | 34    | 0     |
| Сиэтл Саундерс   | Итого            | Итого            | 46   | 1    | 2     | 0     | 5           | 1           | 0      | 0      | 53    | 2     |
| Хеккен           | Алльсвенскан     | 2017             | 27   | 1    | 5     | 0     | 0           | 0           | 0      | 0      | 32    | 1     |
| Хеккен           | Алльсвенскан     | 2018             | 26   | 1    | 4     | 1     | 4           | 0           | 0      | 0      | 34    | 2     |
| Хеккен           | Алльсвенскан     | 2019             | 24   | 2    | 6     | 1     | 2           | 0           | 0      | 0      | 32    | 3     |
| Хеккен           | Алльсвенскан     | 2020             | 28   | 1    | 5     | 0     | 0           | 0           | 0      | 0      | 33    | 1     |
| Хеккен           | Алльсвенскан     | 2021             | 15   | 0    | 5     | 1     | 1           | 0           | 0      | 0      | 21    | 1     |
| Хеккен           | Алльсвенскан     | 2022             | 7    | 0    | 3     | 0     | 0           | 0           | 0      | 0      | 10    | 0     |
| Хеккен           | Итого            | Итого            | 127  | 5    | 28    | 3     | 7           | 0           | 0      | 0      | 162   | 8     |
| Всего за карьеру | Всего за карьеру | Всего за карьеру | 366  | 19   | 44    | 3     | 25          | 1           | 1      | 0      | 436   | 23    |

## Статистика в сборной
| Матчи и голы Эрика Фриберга за национальную сборную Швеции | Матчи и голы Эрика Фриберга за национальную сборную Швеции | Матчи и голы Эрика Фриберга за национальную сборную Швеции | Матчи и голы Эрика Фриберга за национальную сборную Швеции | Матчи и голы Эрика Фриберга за национальную сборную Швеции | Матчи и голы Эрика Фриберга за национальную сборную Швеции |
| №                                                          | Дата                                                       | Оппонент                                                   | Счёт                                                       | Голы                                                       | Соревнование                                               |
| ---------------------------------------------------------- | ---------------------------------------------------------- | ---------------------------------------------------------- | ---------------------------------------------------------- | ---------------------------------------------------------- | ---------------------------------------------------------- |
| 1                                                          | 18 января 2012                                             | Бахрейн                                                    | 1:0                                                        | 0                                                          | Товарищеский матч                                          |
| 2                                                          | 23 января 2012                                             | Катар                                                      | 1:1                                                        | 0                                                          | Товарищеский матч                                          |

Итого: 2 матча и 0 голов; 1 победа, 1 ничья, 0 поражений.